# 羽田八幡宮文庫
羽田八幡宮文庫（はだはちまんぐうぶんこ）は、嘉永元年（1848年）、平田篤胤門下の国学者で神職の羽田野敬雄らを中心にして三河国吉田（愛知県豊橋市）の羽田八幡宮内に開設された文庫。江戸時代の日本において、制度としての貸出をおこなっていた唯一の文庫である。日本における近代的図書館運動のさきがけとして注目される。

## 文庫の設立

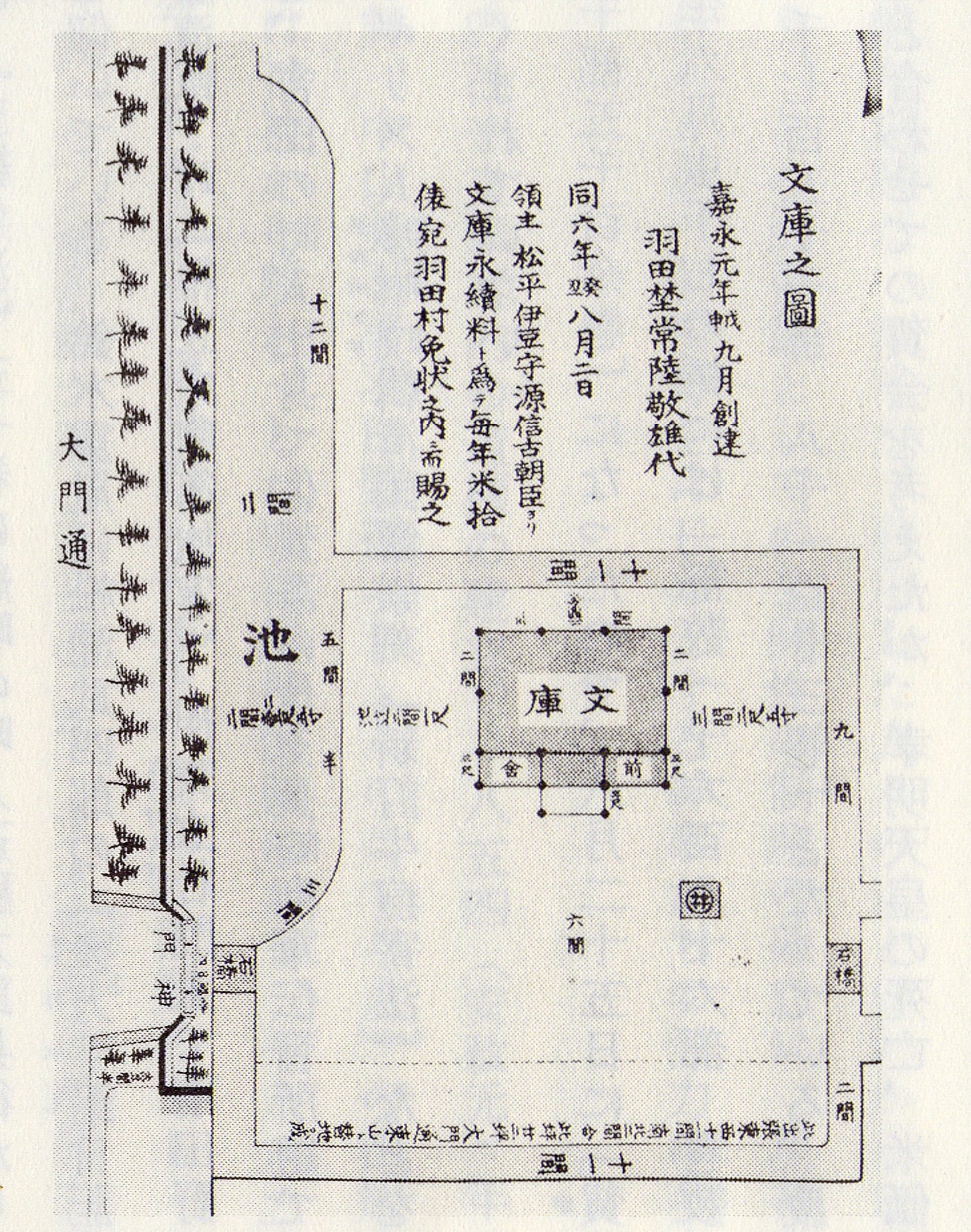
『文庫之図』（豊橋市中央図書館蔵）

文政10年（1827年）に入門し、三河国からの平田篤胤への最初の入門者となった吉田在羽田村羽田八幡宮・田町神明社両社の神主羽田野敬雄（1798-1882）は、44名もの三河の人びとを平田門に紹介、さらに遠江国西部からも多数紹介するなど、この地域における平田門の中心人物として大きな役割を担った。羽田野は、同じ気吹舎門人であった下総国の農政家宮負定雄（1797-1858）が著した『草木撰種録』（1828年刊行）の印刷に協力する一方、それを地域の人びとに回覧していた。それ以外にも羽田野は、村落知識人として農書を含む多数の書物を収集したり、書写したりして、多数の書籍を所有していた。
当時の三河では、岡崎菅生村の鶴田卓池が門人200名を超す俳人として著名であったが、その高弟に吉田西町の商人福谷世黄（よつぎ）、俳号水竹がいた。嘉永元年（1848年）3月、福谷の別荘に俳句仲間が集まったとき、福谷が蔵書が3,000巻になったので文庫をつくりたいと話したのに対し、羽田野が伊勢神宮の神宮文庫（豊宮崎文庫・林崎文庫）にならって神社に置いたら長続きするのではないかとして、三河一宮の砥鹿神社（愛知県豊川市）を推したが、福谷は読書家の羽田野が神職を務める羽田八幡宮の方がよいと応答して一座の了承を得た。
さっそく十数人が発起人となって造立講がつくられ、5月24日に初会が開かれて1口3両で募金が始まった。約2か月で187両集まったが、出金者で名前の知られる人が69名、不明なもの11口で、69名の内訳は吉田宿50名、周辺8か村16名、域内神社神主1名、遠州新居宿本陣の主人（羽田野の甥）、名古屋の本屋皓月堂文助となっている。最高額は高須の植田耕三郎（菅江真澄の師で後援者だった植田義方の子孫）による16両であった。
文庫造立の願いが三河吉田藩の寺社係に出されたのは嘉永元年6月8日、翌6月9日には認可された。その後、文庫の建造についても寄合がもたれ、9月2日には柱立が行われて工事が始まった。落成したのは、翌年（嘉永2年（1849年））の4月23日のことである。書庫は6坪（桁行3間×梁行2間）の切妻造、桟瓦葺、平入の標準的な造りの平屋建で、書庫の周囲には水路が巡らしてあり、とくに防火対策に配慮したものであった。また、防湿・防虫等も考慮して、南側に小さな窓を設けただけの閉鎖的な構えとなっている。なお、文庫建物は現存し、国の登録有形文化財となっており、防火用水路は当初の位置とは少し異なっているが一部は現在も残っている。
落成間もない5月8日、文庫完成の祝いを兼ねて「御文庫造立竟宴歌会」が催され、38名が参加した。そのうち17名が吉田藩の関係者、神職が4名、町人10名などとなっているが、当日来ていた短冊類は80枚であった。和歌に関心をもつ人びとが集ったこの会合は、吉田藩士を中心とするものであり、藩士に出金者はいなかったものの、彼らの支えは無視できないものであった。当時の吉田の歌壇のリーダーは藩士未亡人の岩上登羽子（いわがみ とはこ）であったが、歌会出席者のうち岩上を含む数名が本居大平の門人で、大平門から平田派に入った羽田野とはかつて同門の間柄だったのである。
文庫設立を記念して著名人に額や書物の寄進などを願うことは現代でもしばしばみられる。羽田八幡宮文庫には、三条実万（三条実美の父）からの「積中外諸典（中外に諸典を積む）」の額があり、これは羽田野の甥が新居本陣の主人だったことから、実万が江戸に下向して新居宿に逗留した際に得たものであるが、『類聚国史』や『孝経』などとあわせて寄進されたものである。なお、「菅公から六世之御末孫にて当時禁中御学校学習院之御学頭」の流れにして「東ノ坊城従二位中納言藤原聡長卿当戌 五十三歳」からも同文言の額が贈られている。こちらは、羽田野の女婿である吉田本町の商人、鈴木孝本の生母が京都地下衆大江匡雄の妹だったという機縁からもたらされたものである。

## 書籍の収集

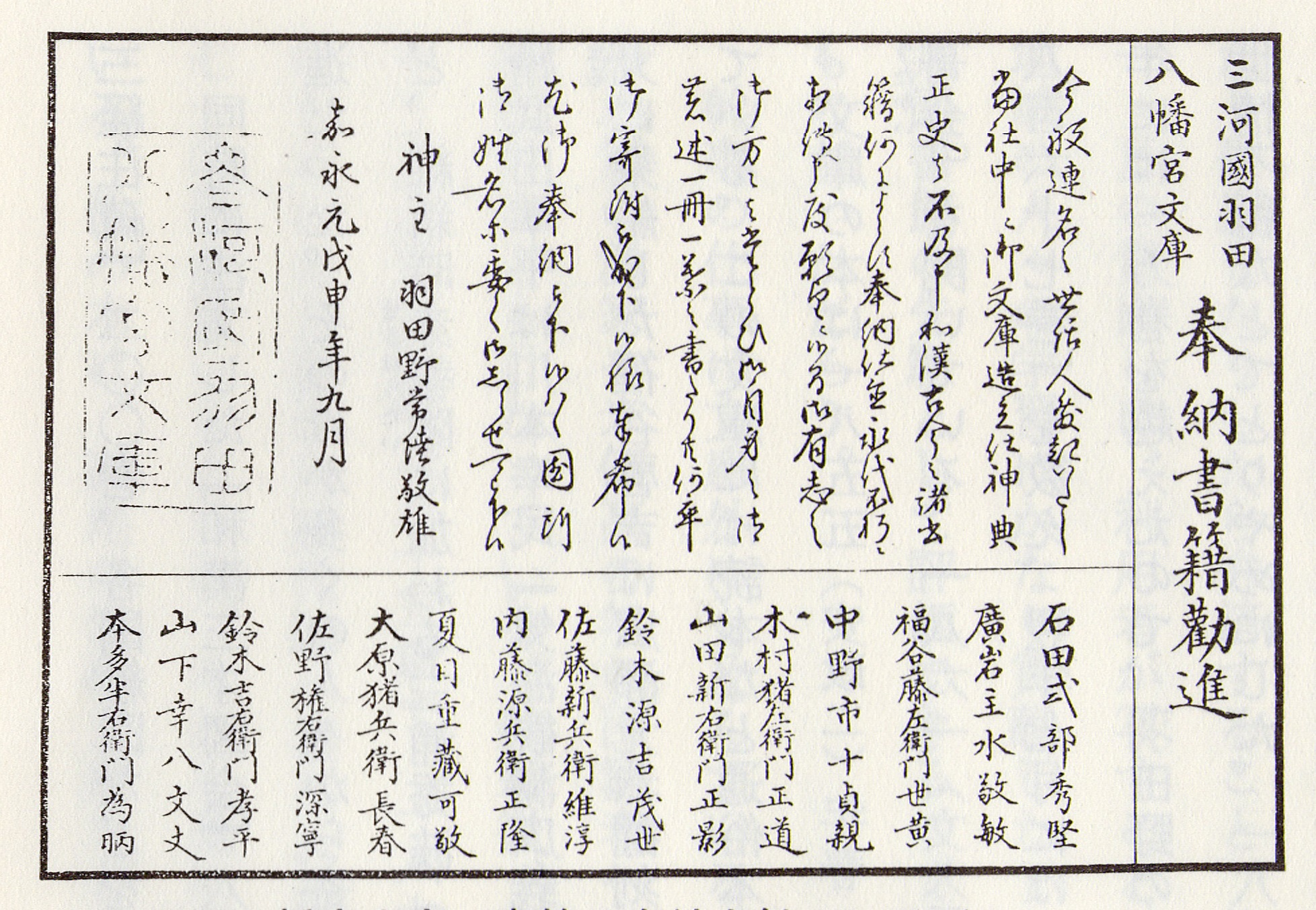
羽田八幡宮文庫への書籍奉納を勧める呼びかけ（豊橋市中央図書館蔵）

羽田八幡宮文庫では、世話人が持ち寄った書籍だけでは不十分と考え、有志からの寄付（奉納）を勧めるチラシを作成している。吉田藩主の松平信古もこのような動きに呼応し、嘉永5年（1852年）には『四書大全』や『皇朝史略』など書籍37巻を寄付したほか、文庫の永続料として毎年米10俵を贈ることとした。
安政5年（1859年）、水戸藩が伊勢神宮や熱田神宮の文庫に対し『大日本史』を寄付しているという話を聞きつけた羽田野は、師の平田銕胤（篤胤の養子で気吹舎主人）を通じて自分の文庫にも寄贈を願ったがかなわず、代わりに中国の天主教批判書で徳川斉昭の序文を付して水戸で翻刻された『破邪集』8巻が奉納された。
『大日本史』全343巻100冊は、文庫設立発起人の1人佐野蓬宇（1809-1895、本名は深寧（ふかやす）、蓬宇（ほうう）は俳号）が7両2分を出し、銕胤の取次で購入し、奉納している。佐野蓬宇は吉田本町で万屋という饅頭屋を営み、福谷水竹より22歳若い鶴田門の俳人で、幕末期の当地の俳壇の中心的人物であった。数人いる文庫運営の幹事のうちのひとりでもあったが、文久元年（1861年）までに1,000巻を寄付した同文庫最大の寄進者であった。佐野は、自分で購入したのみならず、俳人としての広い人脈を通じて各地からの寄付を取り次いでいる。

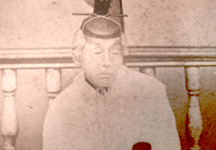
羽田野敬雄

佐野に次いで多く奉納したのは羽田野自身であり、安政元年（1854年）までに600部を寄進している。羽田野の場合は、刊本のみならず、各種の記録など自筆の写本も多数納めている。羽田野が関西を旅行した嘉永6年（1853年）には、大坂道頓堀の書店秋田屋で『二十一史』306冊、『十三経注疏』200巻、各国の国絵図などを購入して別便で送らせており、翌年には従来の自らの蔵書とあわせ寄贈した。なお、羽田野が秋田屋で書籍を購入した際に『和漢三才図会』81冊、『五経集注』57巻を同時注文しており、これは吉田船町の町人斎藤九郎兵衛からの寄進となっている。
その他、国学者鈴木重胤は松浦武四郎の『後方羊蹄日記』などを寄進し、のちに赤報隊に加わった三浦秀波（佐藤清臣）が『楠木正成卿御旗写』を、伊東玄朴門人で羽田野女婿の武田準平が川本幸民の『気海観瀾広義』を、吉田の町人出身でのちに咸臨丸に乗船する福谷啓吉が『新訂牛痘寄法』（英国人ドルモンド:輯、清国鄭崇:刻、広瀬元恭:翻刻）をそれぞれ寄付するなど、その寄贈者は多様で寄贈本も多岐にわたった。
文庫の蔵書は、安政2年（1855年）春「1,000部、5,100余巻」となったので、この年の8月25日に歌会が開かれている。文久元年（1861年）6月の虫干しの際には「部数1,686部、巻数7,867巻」、翌文久2年7月には「1,751部、8,123巻」を数えた。その後も蔵書は順調に増えつづけ、慶応3年（1867年）には10,000巻を超えた。明治9年（1876年）には、蔵書は「皇典1,978部・6,979巻、漢籍400部・3,009巻、梵洋133部369巻、通計2,515部・10,357巻」となっている。
蔵書の分野は、神道や国学に関するものが多いが、それ以外でも農学、医学、天文学、語学、異国情報など多岐にわたっている。蘭学入門書として知られる『蘭学階梯』や『解体新書』『機巧図彙』などの科学書もあり、種痘関係はじめ翻訳洋書も種々みられる。

## 文庫の運営

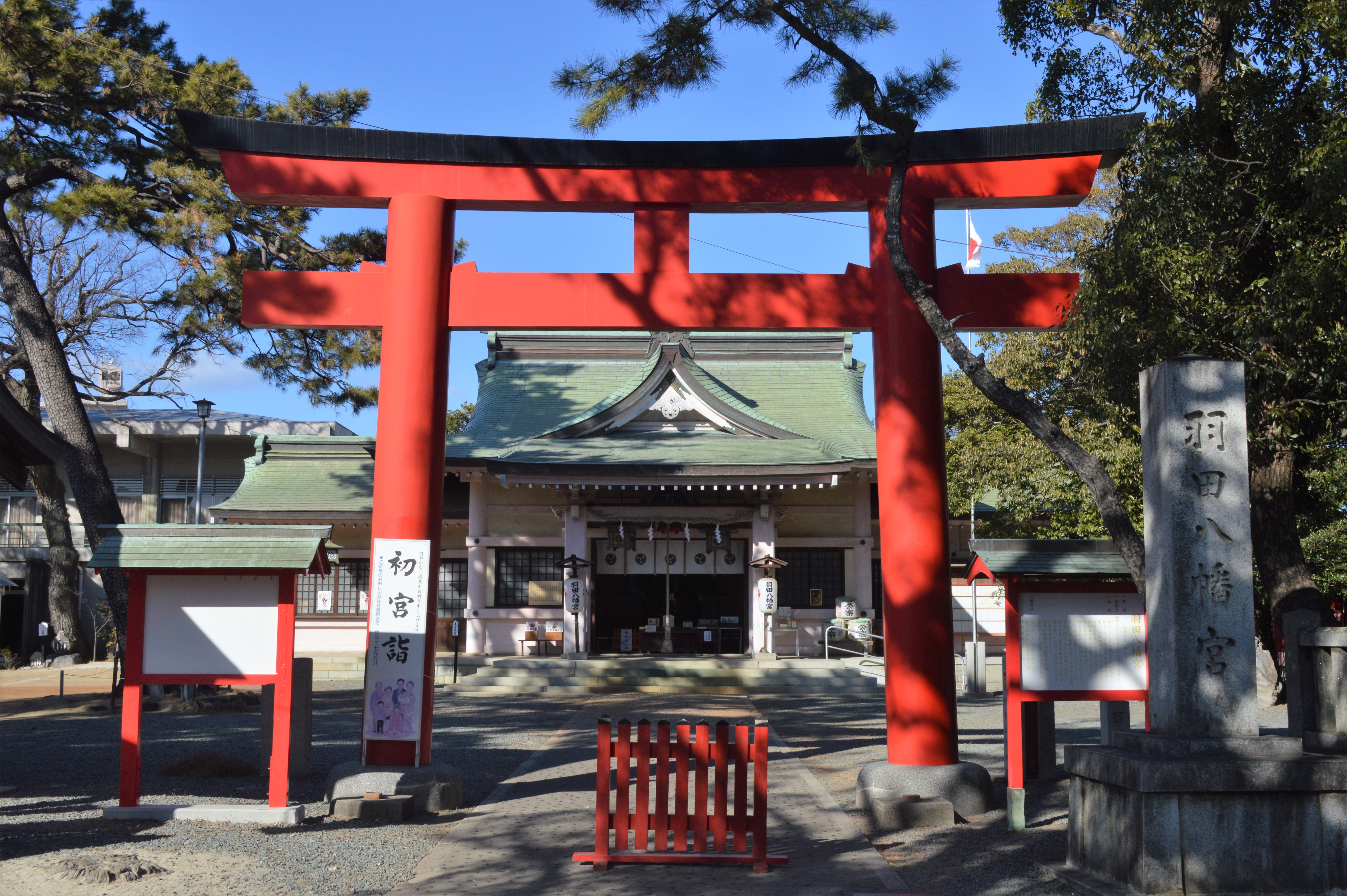
羽田八幡宮

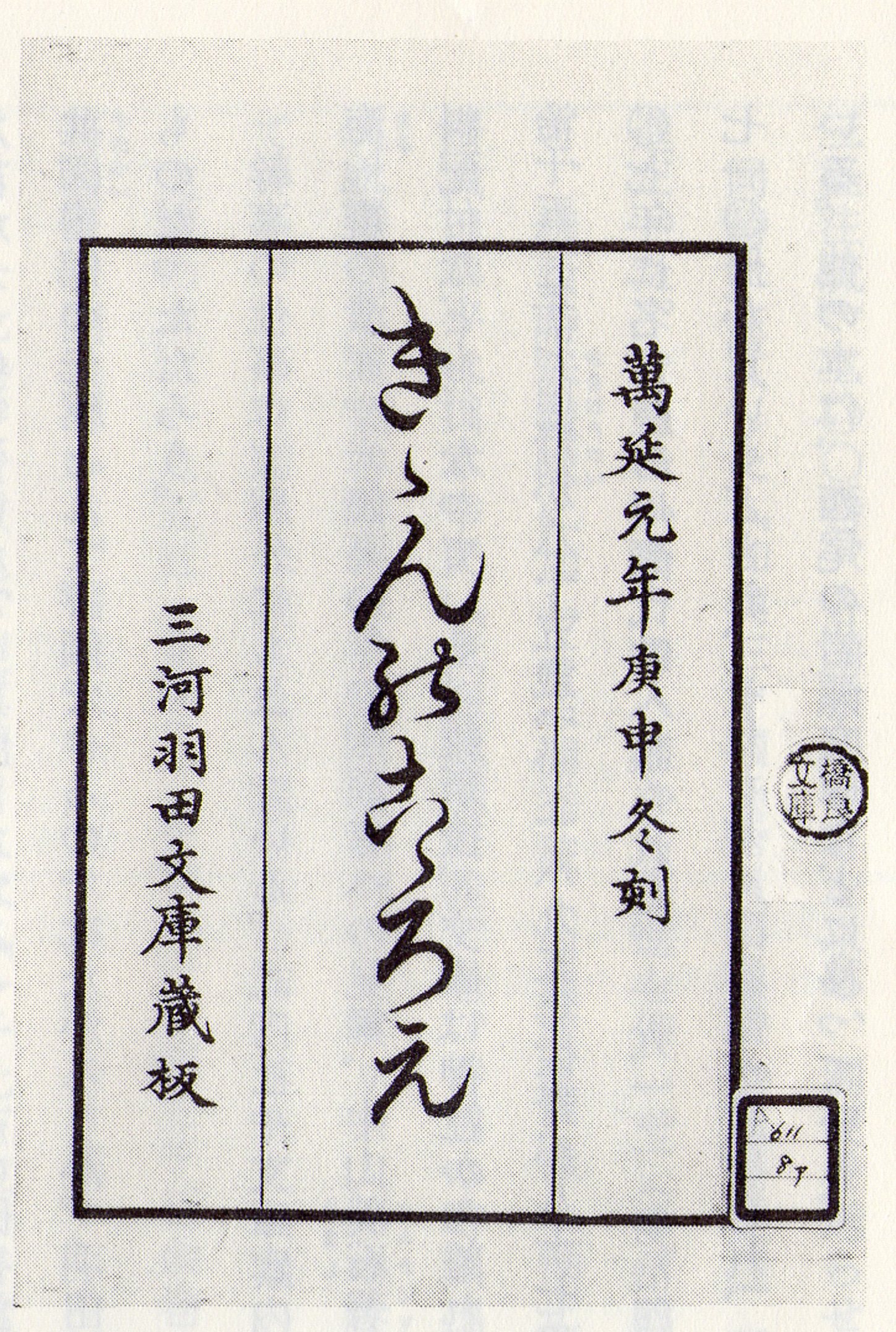
『きゝんのこゝろえ』（1860年）

文庫の運営は羽田野を中心に数人の幹事が担当した。羽田八幡宮文庫は閲覧室や講義室を併設しており、学問を志す者に広く公開したことを大きな特徴としている。閲覧のみならず貸出を一般にも認めていた文庫は他に例がなく、全国的にもまれな図書館運動であり、「知の共有化」における先駆的な取り組みといえる。
閲覧は、文庫の入り口の左右に1間四方の場を設けて、そこでおこなうこととした。安政3年（1857年）には同一屋敷内の文庫脇に「松蔭舎」を建設し、これは閲覧室と講義室（寺子屋的施設）を兼ねていた。東海道を往来する文人や国学者のなかには、津和野藩の平田門人大国隆正、その門弟で淡路国出身の鈴木重胤、安政の大獄に連座した江戸在住の儒者藤森弘庵など、羽田八幡宮文庫に立ち寄って講義を行う者もいた。大国隆正は、自著のなかで伊勢神宮の両文庫や熱田神宮の文庫と並べて当文庫に言及している。
貸出については、当初は他へは貸さず、直接文庫に来て読むようにという掲示の表現があり、それをめぐって議論もあったようであるが、実際には貸出がなされていた。貸出用の蓋付の箱が用意され、その蓋の裏には、借覧希望者は幹事に証文を出し、ひとり一回につき2部10巻まで、貸出期間は1か月を限度とすること、汚したり破損したりしたら弁償すること、他郷の者でも直接文庫にくれば閲覧できることなどといった決まりが書かれていた。なお、この箱は現存しており、4個確認されている。貸出期限が現在よりも長い1か月となっているのは、書写を考慮してのものと考えられる。
書籍の管理については、毎年6月に幹事が虫干しの作業をおこなっており、近傍に火災が発生した場合には幹事が文庫に参集することとしていた。
幹事の仕事は文庫外にもおよんでおり、東三河の式内社26座や文庫への道標を建立したり、安政元年（1854年）12月23日の安政東海地震の際には、吉田町の倒壊家屋182軒を見舞い、餅や味噌を配給するといった慈善活動を行っている。万延元年（1860年）に米価が高騰した際には、文庫米を提供した上に『きゝんのこゝろえ（飢饉の心得）』（中山右石著、羽田野敬雄補筆）を刊行して無償配布している。

## 文庫の終焉
明治維新後は文庫が神社から離れ、その保護を失ったため、しだいに維持することが難しくなり、明治15年（1882年）に羽田野敬雄が死去、明治28年（1895年）に佐野蓬宇が死去すると、さらに保管は困難となり、蔵書は明治40年（1907年）、名古屋市在住の川瀬代助という人物に引き取られた。しかし、明治45年（1912年）、大木聟治らの尽力によって8,710冊が買い戻されて、それをもとに豊橋市図書館が設けられた。現在、その書籍は豊橋市中央図書館に「羽田八幡宮文庫」として所蔵されており、この他に西尾市岩瀬文庫や新城市の新城図書館（牧野文庫）・早稲田大学図書館・天理大学附属天理図書館・明治大学図書館（蘆田文庫）で旧蔵書が所蔵されている。

## 遺構・遺物
羽田八幡宮のうち、次の3件が文庫関連の有形文化財（国の登録有形文化財）として、平成12年（2000年）12月4日に登録されている。
- 羽田八幡宮社務所離れ（旧羽田野家住宅主屋）[16] - 羽田八幡宮文庫を主宰した神職羽田野氏の住宅主屋である。文化9年（1812年）に渥美半島の百々村（現、田原市）から移築されたもので、さらに大正時代の終わりに現在地に移築された[6]。木造平屋建の片入母屋造で桟瓦葺、南面縁側の先に土庇を設けている[6]。10畳主室の床棚構成に特徴があり、登録理由は「造形の規範となっているもの」である[6]。
- 羽田八幡宮蔵（旧羽田八幡宮文庫）[17] - かつての文庫であり、建物の詳細は上に記載の通りである。東面に1間幅の戸口を設けて社務所離れに繋げている[6]。登録理由は「国土の歴史的景観に寄与しているもの」である[6]。
- 羽田八幡宮門（旧羽田八幡宮文庫正門）[18] - 現在の羽田八幡宮の参道中ほどに西方に面して建っている[6]。正面の全幅は約10尺で中央1間分が通路となっており、両側それぞれ2尺づつは腰を板張にした土壁となっている[6]。桟瓦葺の切妻屋根を渡した簡素なつくりの腕木門であるが、文庫の入り口を示すものとして貴重な遺構である[6]。登録理由は「国土の歴史的景観に寄与しているもの」である[6]。

遺物は、蔵書一式のほか、羽田野敬雄の日記『萬歳書留控』はじめ羽田野自筆の書留類、三条実万の筆になる「積中外諸典」の額、貸出用の箱などであり、貸出用箱が羽田八幡宮の所蔵であるほかは、現在、豊橋市図書館の管理するところとなっている。令和2年（2020年）に、蔵書・掛軸・書函・書簡など9,200点が「羽田八幡宮文庫旧蔵資料」として豊橋市有形文化財に一括指定。その後、令和6年（2024年）に愛知県指定有形文化財となっている。

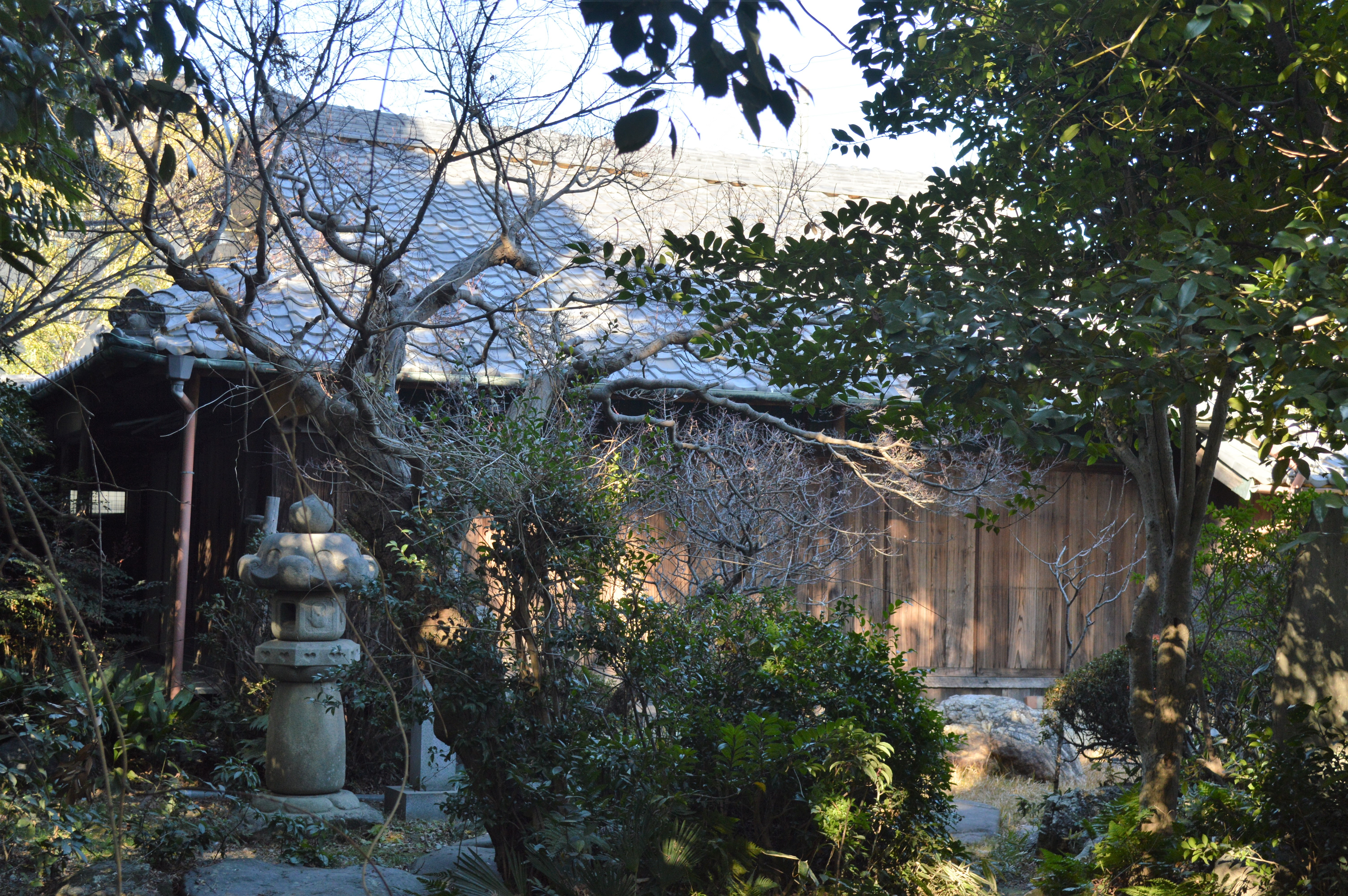
羽田八幡宮社務所離れ（旧羽田野家住宅主屋）
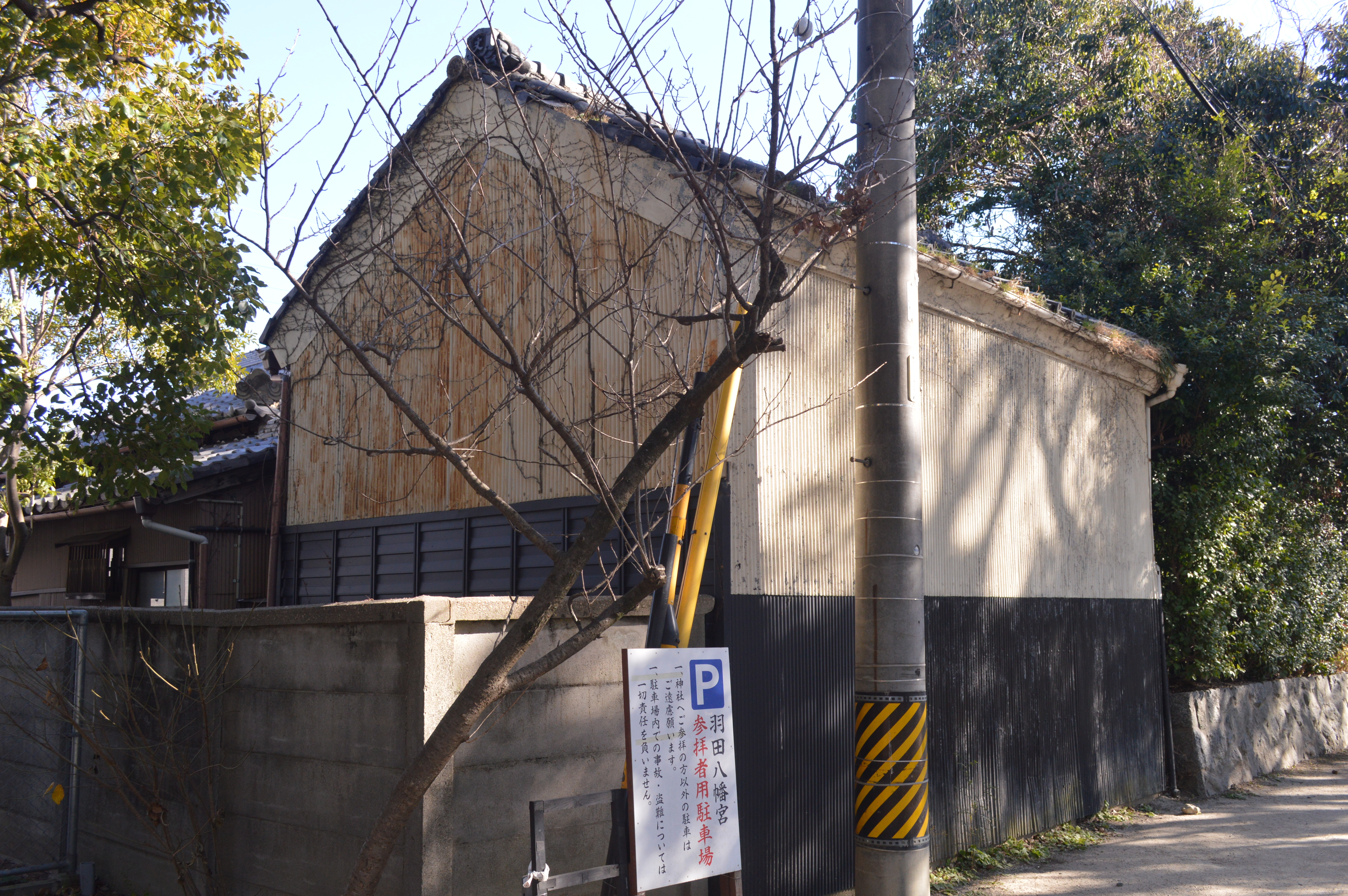
羽田八幡宮蔵（旧羽田八幡宮文庫）
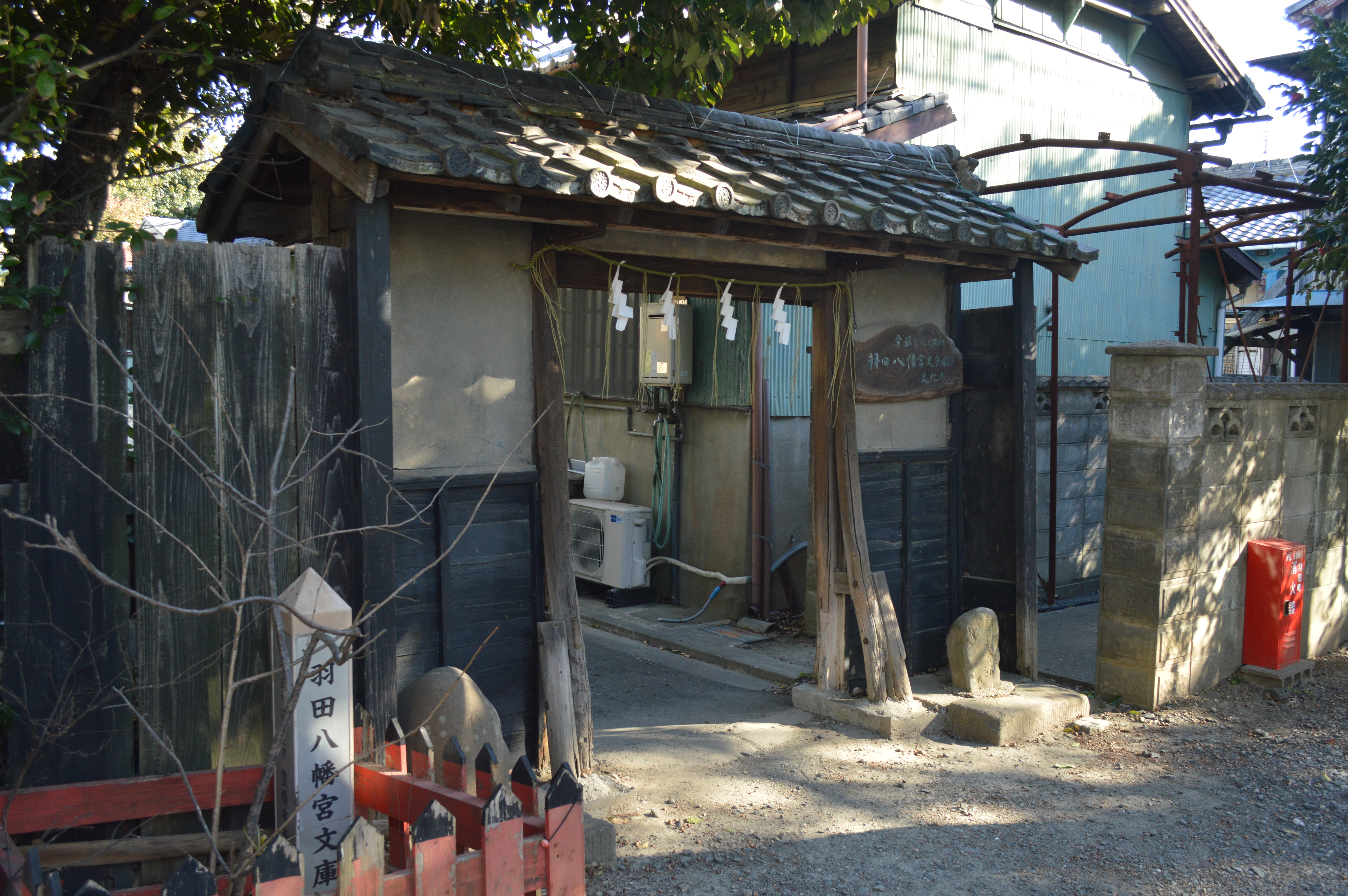
羽田八幡宮門（旧羽田八幡宮文庫正門）